# دمور
دَمور پهلوانی است تورانی و از خویشان افراسیاب. او در کشتن سیاوش تلاش بسیار کرد. دمور و جرنجاش توأم در شاهنامه ذکر می‌شوند و چون در آخرین جنگ ایران و توران همراه افراسیاب هستند احتمالاً از بستگان او می‌باشند:
| دمور و جرنجاش با او برفت |  | به یــاری جهن سرافــراز تفت |

## دمور در شاهنامه
زمانیکه سیاوش نزد شاه توران معزز بود گرسیوز برادر شاه توران روزی در چوگان از سیاوش خواست تا با او به رزم دوستانه درآید امّا چون گرسیوز بردار شاه بود و سیاوش عقیده داشت هر چند رزم دوستانه باشد در دل خشم و کین نهفته است، دوئل با او را نپذیرفت و گفت شایسته است از ترکان یکی دو تن هماورد او شوند. گرسیوز خندید و قبول نمود، از تورانیان داوطلب خواست کسی نیامد جز گروی زره، گرسیوز به او گفت تنها هماورد او نخواهی شد باید دو پهلوان با سیاوش نبرد جویند. آنوقت دمور نیز پا به میدان گذاشت:
| یکی نامور بود نامش دمور      |  | که همتا نبودش به ترکان به زور |
| بیامد بر آن کار بسته میان    |  | به نزد جهانجوی شاه کیان       |
| سیاوش به آورد بنهاد روی      |  | برفتند پیچان دمور و گروی      |
| به بند میان گروی‌زره          |  | فرو برد چنگال و برزد گره      |
| ز زین بر گرفتش به میدان فکند |  | نیازش نیامد به گرز و کمند     |
| وزان پس بپیچید سوی دمور      |  | گرفت آن بر و گردن او به زور   |
| چنان خوارش از پشت زین برگرفت |  | که لشکر بدو ماند اندر شگفت    |
| چنان پیش گرسیوز آورد خوش     |  | که گفتی ندارد کسی زیر کش      |